# 1603 en science
| Années de la science : 1600 - 1601 - 1602 - 1603 - 1604 - 1605 - 1606    |
| Décennies de la science : 1570 - 1580 - 1590 - 1600 - 1610 - 1620 - 1630 |

Cet article présente les faits marquants de l'année 1603 en science.

## Événements
- 17 août : le prince Federico Cesi, Francesco Stelluti et Johannes de Filiis fondent la première académie scientifique du monde, l'Accademia dei Lincei à Rome, Italie[1]. Elle est officiellement inaugurée de 25 décembre[2] (elle a pour héritière l'Académie pontificale des sciences).

- Un cordonnier de Bologne, Vincenzo Cascariolo, découvre le premier matériau luminescent synthétique, appelé « phosphore de Bologne », en obtenant du sulfure de baryum par calcination de pierres contenant du sulfate de baryum[3].

## Publications

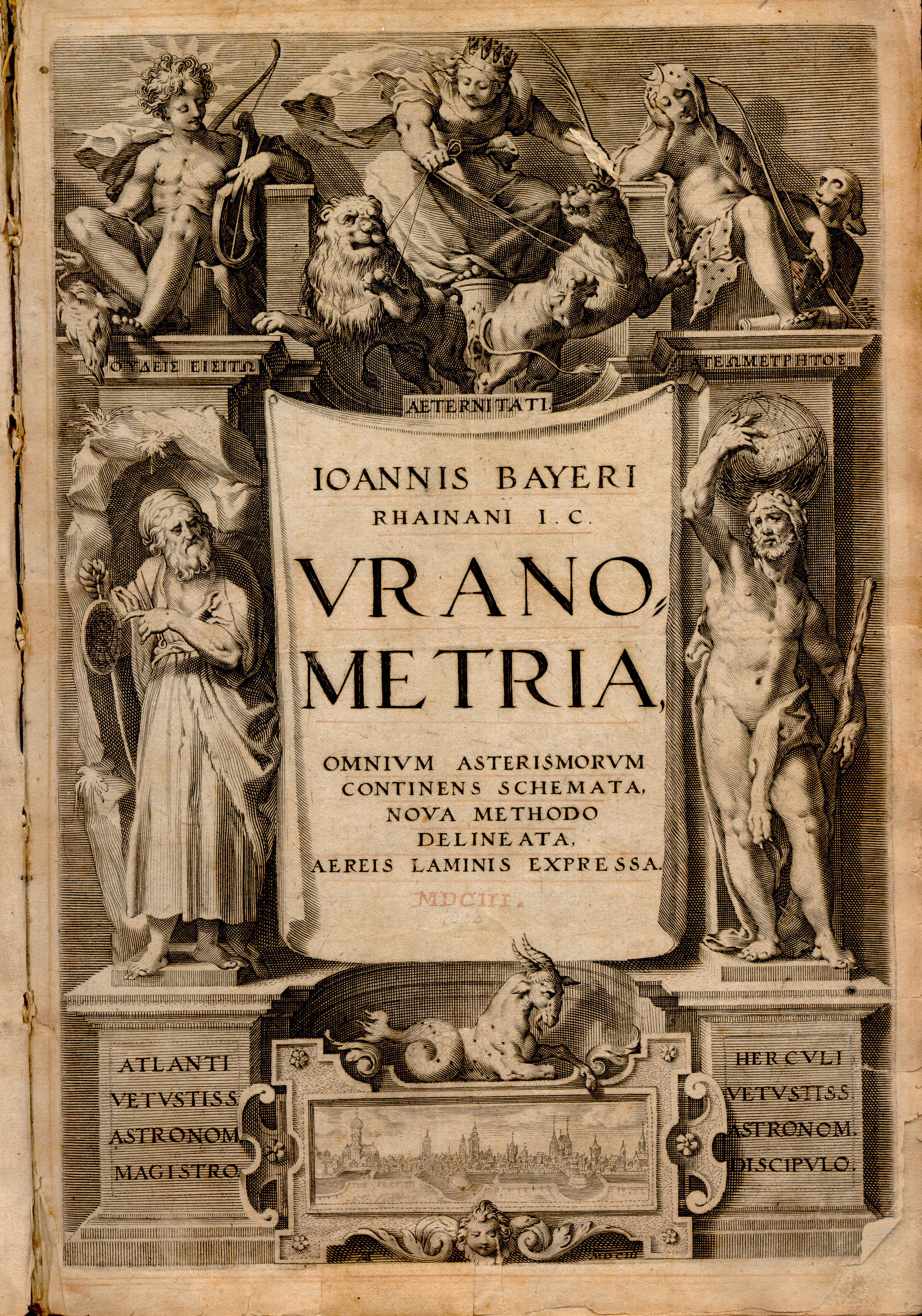
Couverture du Uranometria, US Naval Observatory Library

- Ulisse Aldrovandi : Ornithologiae, tomus tertius ac postremus, Bologne, 1603 ;
- Pierre Richer de Belleval : Recherches des plantes du Languedoc, 1603 ;
- Pietro Cataldi : Elementa practica numerorum arithmeticorum, algebram proportionalem, de numeris perfecitis, de numerorum radice quadra…, 1603 ;
- Guillaume de Nautonier de Castelfranc : Mecometrie de leymant cest a dire La maniere de mesurer les longitudes par le moyen de l'eymant. Par laquelle est enseigné, un tres certain moyen, auparavant inconnu, de trouver les longitudes geographiques de tous lieux,--aussi facilement comme la latitude. Davantage, y est monstree la declinaison de la guideymant, pour tous lieux. Œuvre nécessaire aux admiraux, cosmographes, astrologues, geographes, pilotes, geometriens, ingenieux, mestres des mines, architectes, et quadraniers. De linvention de Guillaume de Nautonier sieur de Castelfranc en Languedoc …, imprimé à Venes ches l'autheur par Raimond Colomies, imprimeur en l'Université de Tolose, & par Antoine de Courteneufve, 1603-1604 ;
- Marin Ghetaldi :
  - (la) Archimedus sev de variis corporum generibus grauitate & magnitudine comparatis, Aloysium Zannettum, 1603, Rome. Sur le projet Archimède ; disponible aussi sur Google livres et consacré aux mesures des densités selon les méthodes d'Archimède,
  - (la) Nonnullae propositiones de parabola, Aloysium Zannettum, 1603, Rome. Disponible sur Google livres, consacré à l'étude de la parabole,
- Frederick de Houtman : Spraeck ende woordboeck inde Maleysche ende Madagaskarsche talen ;
- Théodore de Mayerne : Apologia in qua videre est inviolatis Hippocratis [et] Galeni legibus, remedia Chymice preparata, tuto usurpari posse, ad cuiusdam anonymi calumnias Responsio, Rupellae, 1603 ;
- Vespasien Robin : Exoticæ quædam Plantæ a Johanne Robino Jiniore ex Guinea et Hispania delatæ ;
- Caspar Schwenckfeld : Theriotropheum Silesiae, Liegnitz, 1603. Une faune générale de la Silésie, la première faune régionale d'Europe.

- Johann Bayer : Uranometria, Augsbourg, Allemagne[4], catalogue d'étoiles.

- Girolamo Fabrizi d'Acquapendente : De venarum ostiolis. L'auteur y décrit  les valvules situées à l'intérieur des veines, une des publications qui conduira William Harvey, élève de l'auteur à la découverte de la circulation sanguine en 1628[5] ;
- Joseph du Chesne : De priscorum philosophorum verae medicinae material.

## Naissances
- 16 août : Adam Olearius (mort en 1671), universitaire, mathématicien, géographe et bibliothécaire allemand.
- 15 septembre : Jan Jonston (mort en 1675), médecin polonais auteur d'une encyclopédie zoologique.
- 25 décembre : Placidus (mort en 1668), astronome, astrologue et mathématicien italien.
- Vers 1603 : Ezechiel de Decker (mort vers 1647), arpenteur et mathématicien néerlandais.

## Décès

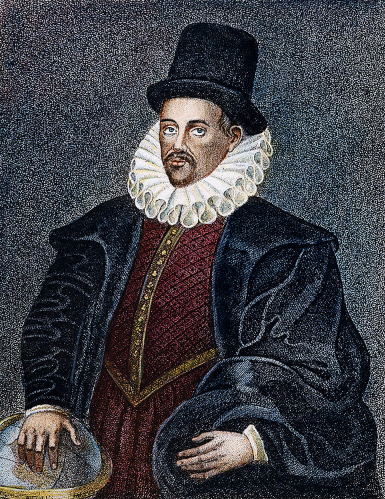
William Gilbert

- 4 janvier : Ostilio Ricci (né en 1540), mathématicien et architecte italien, qui enseigna la géométrie à Galilée, de 1582 à 1583.
- 23 février :
  - François Viète (né en 1540), mathématicien français fondateur de l'algèbre moderne et déchiffreur d'Henri IV.
  - Andrea Cesalpino (né en 1519), philosophe, médecin, naturaliste et botaniste italien.
- 8 avril : Valentin Otho (né vers 1545), mathématicien et astronome allemand (ou en 1605).
- 29 septembre : Francesco Buonamici (né en 1533), médecin et philosophe florentin. Il fut l'un des professeurs de Galilée à l'université de Pise[6],[7].
- 10 décembre : William Gilbert (né en 1544), physicien anglais et médecin d’Élisabeth Ire et de Jacques Ier. Il fut l'auteur notamment de se Magnete, Magneticisque Corporibus, et de Magno Magnete Tellure, publiés en 1600 où il décrivit ses expériences et arrive à la conclusion que la terre est magnétique et expliqua ainsi le fonctionnement de la boussole.